# Pravenec
Pravenec (deutsch Kleinproben, ungarisch Kispróna) ist eine Gemeinde in der Slowakei.

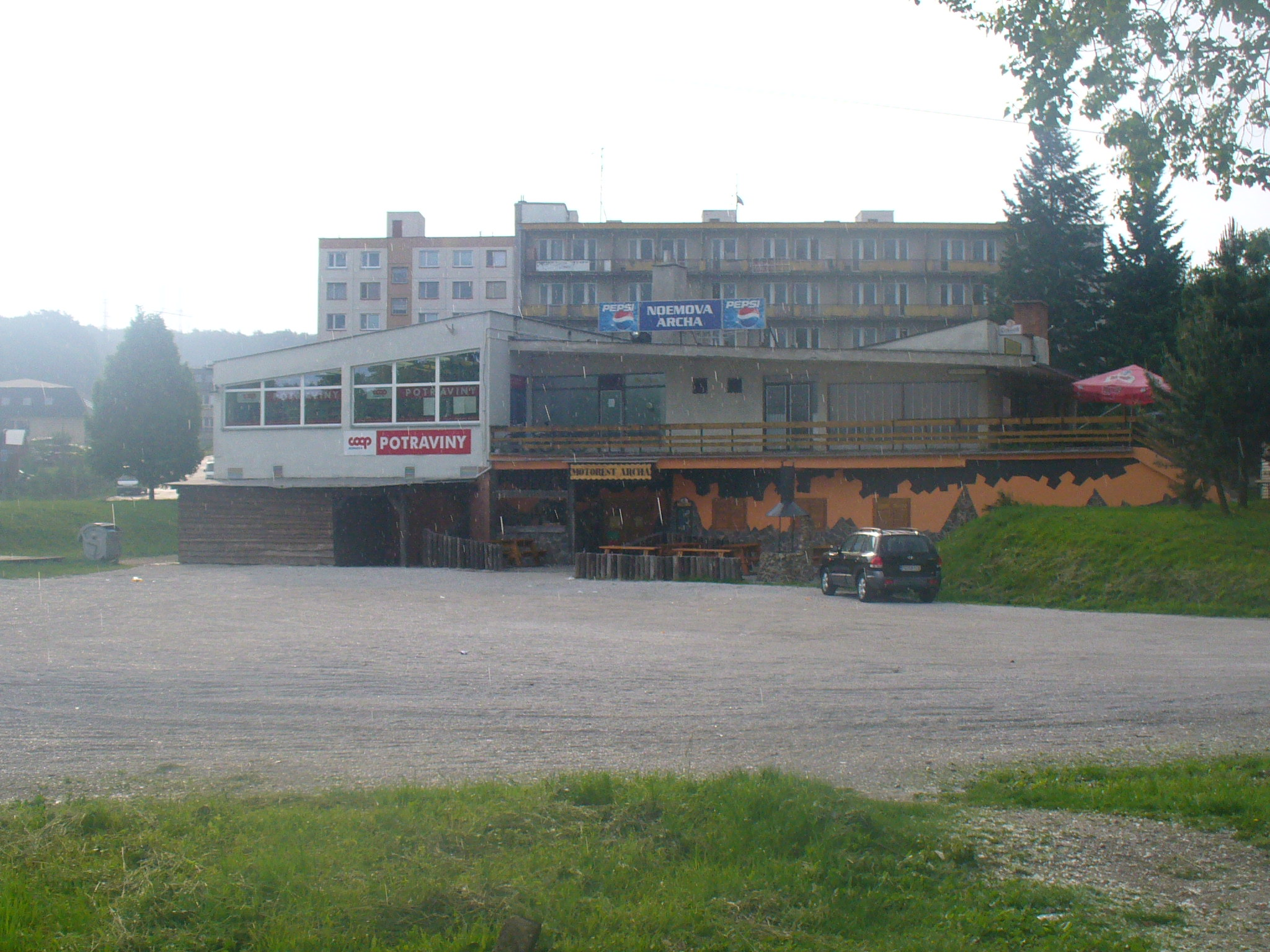

Der Ort liegt in den nördlichen Ausläufern des Oberneutraer Kessels (Hornonitrianska kotlina) am westlichen Fuß der Žiar-Berge linkerseits des Aufschwemmungskegels des Nitraflusses. Das Gemeindegebiet erstreckt sich zwischen 301 und 773 Metern über dem Meeresspiegel.
Der Ort wurde 1267 zum ersten Mal schriftlich als Prona erwähnt. Zu ihm gehört der nach 1808 eingemeindete Ort Fricova Lehota (deutsch Fritz-Lehota).

## Bevölkerung
| Jahr                | 1994 | 2004    | 2014     | 2024    |
| ------------------- | ---- | ------- | -------- | ------- |
| Anzahl der Personen | 1211 | 1178    | 1327     | 1283    |
| Unterschied         |      | −2,72 % | +12,64 % | −3,31 % |

| Jahr                | 2023 | 2024    |
| ------------------- | ---- | ------- |
| Anzahl der Personen | 1295 | 1283    |
| Unterschied         |      | −0,92 % |